# De Beer (réserve naturelle)
Pour les articles homonymes, voir De Beer.

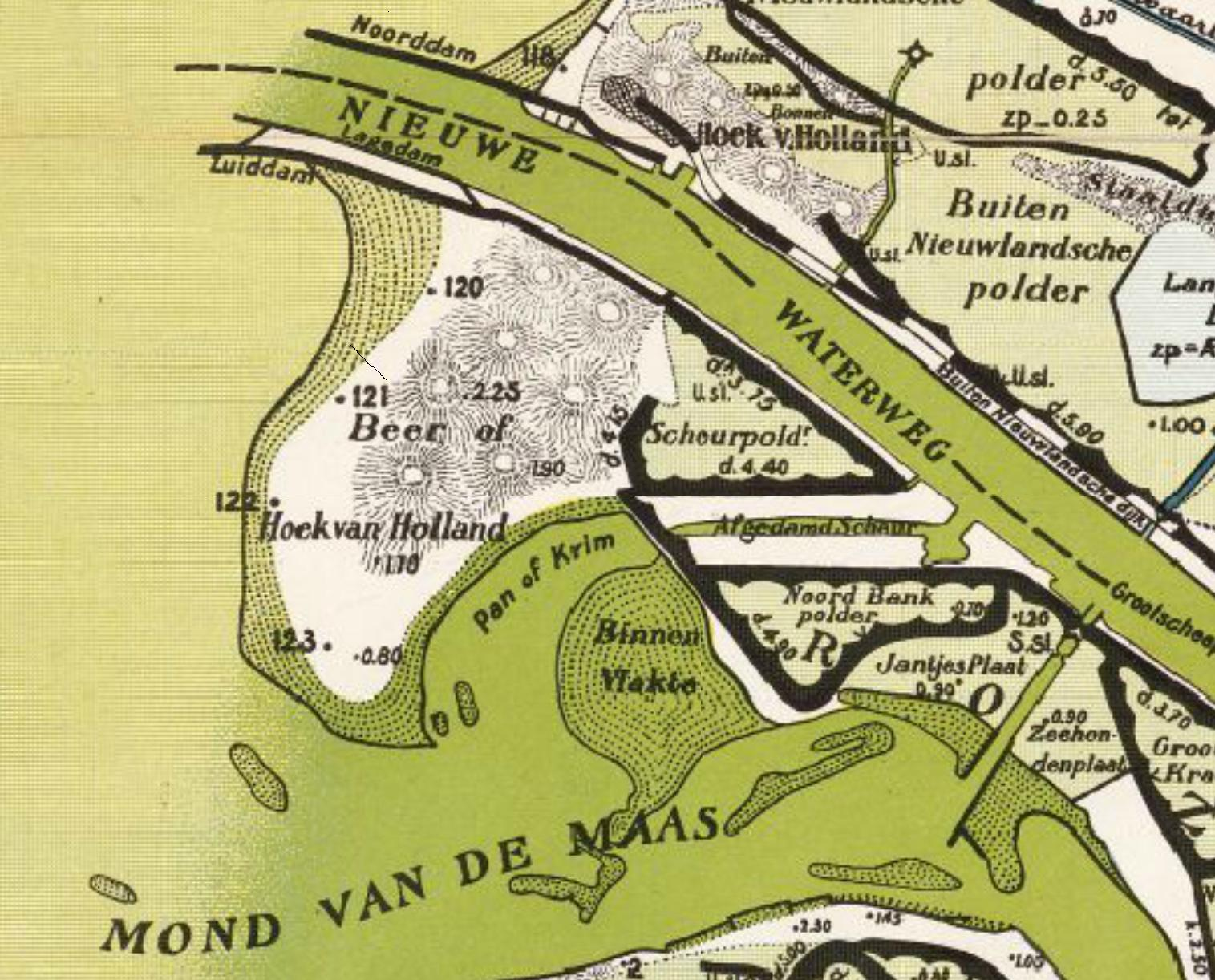
Plan de la réserve De Beer sur l'embouchure de la Meuse vers 1910/

Le domaine de la Couronne De Beer devenu ensuite la réserve ornithologique De Beer, l'île aux oiseaux De Beer, également connu souvent sous le nom de Hoek van Holland, coin de Hollande, était une réserve naturelle située sur un ancien banc de sable au large de l'île de Rozenburg.
En 1872, lors de la construction du Nieuwe Waterweg la réserve a été séparée du continent mais reliée à l'île de Rozenburg. Pendant la seconde guerre mondiale, l'occupant allemand a bétonné quelque 400 hectares en construisant des bunkers. En 1964, lors de la création de l'Europoort, la réserve dut laisser sa place au Canal de Beer et disparut.

## Sources
- Beusekom G. van, Kooymans F.P.J., Rutten M.G., Tinbergen N.; Het Vogeleiland, met een inleiding door Jac P. Thijsse, z.j. (circa 1930), uitgegeven door A.G. Schoonderbeek, Laren